# Dingete Adela
Dingete Adela (* 13. April 2004) ist eine äthiopische Leichtathletin, die sich auf den Speerwurf spezialisiert hat.

## Sportliche Laufbahn
Erste internationale Erfahrungen sammelte Dingete Adela im Jahr 2022, als sie bei den Afrikameisterschaften in Port Louis mit einer Weite von 47,43 m den sechsten Platz belegte. Bereits im März stellte sie in Äthiopien mit 51,46 m einen neuen Landesrekord im Speerwurf auf. 2024 belegte sie bei den Afrikaspielen in Accra mit 46,56 m den siebten Platz.
2022 wurde Adela äthiopische Meisterin im Speerwurf.